# 公會碼
公會碼的全名是公會推薦中文內碼，是中華民國的一種漢字字符編碼，是臺北市電腦公會所推動的中文內碼。是在西元1987年（民國76年）7月24日召開的中文內碼研討座談會中，由各廠商討論後所產生。但後來的使用情形不如大五碼普及。

## 歷史
中文標準交換碼（舊名通用漢字標準交換碼）是中華民國政府為中文資訊處理制定的中文交換碼方案，在1981年由國科會、教育部、中央標準局及主計處電子處理資料中心以專案作業小組推動編碼工作，之後由1986年8月4日由經濟部中央標準局（後改名為標準檢驗局）正式公佈。
中文標準交換碼是針對各系統之間資訊交換的需求，但各系統的內碼沒有統一，臺北市電腦公會於西元1987年（民國76年）7月召開的通用漢字標準交換碼研討及座談會中，也希望訂定內碼研討座談會，統一各系統的內碼，後續另外在7月份召開中文內碼研討座談會，訂定了公會碼。